# The Iron Ring
The Iron Ring er en amerikansk stumfilm fra 1917 af George Archainbaud.

## Medvirkende
- Edward Langford som Aleck Hulette.
- Gerda Holmes som Bess Hulette.
- Arthur Ashley som Jack Delamore.
- J. Herbert Frank som Ellery Leonard.
- George MacQuarrie som Stephen Graves.